# پیتر شالولیله
پیتر شالولیله (انگلیسی: Peter Shalulile؛ زادهٔ ۲۳ اکتبر ۱۹۹۳) بازیکن فوتبال اهل نامیبیا است.
از باشگاه‌هایی که در آن بازی کرده‌است می‌توان به اشاره کرد.
وی همچنین در تیم ملی فوتبال نامیبیا بازی کرده‌است.